# Pumpenhaus

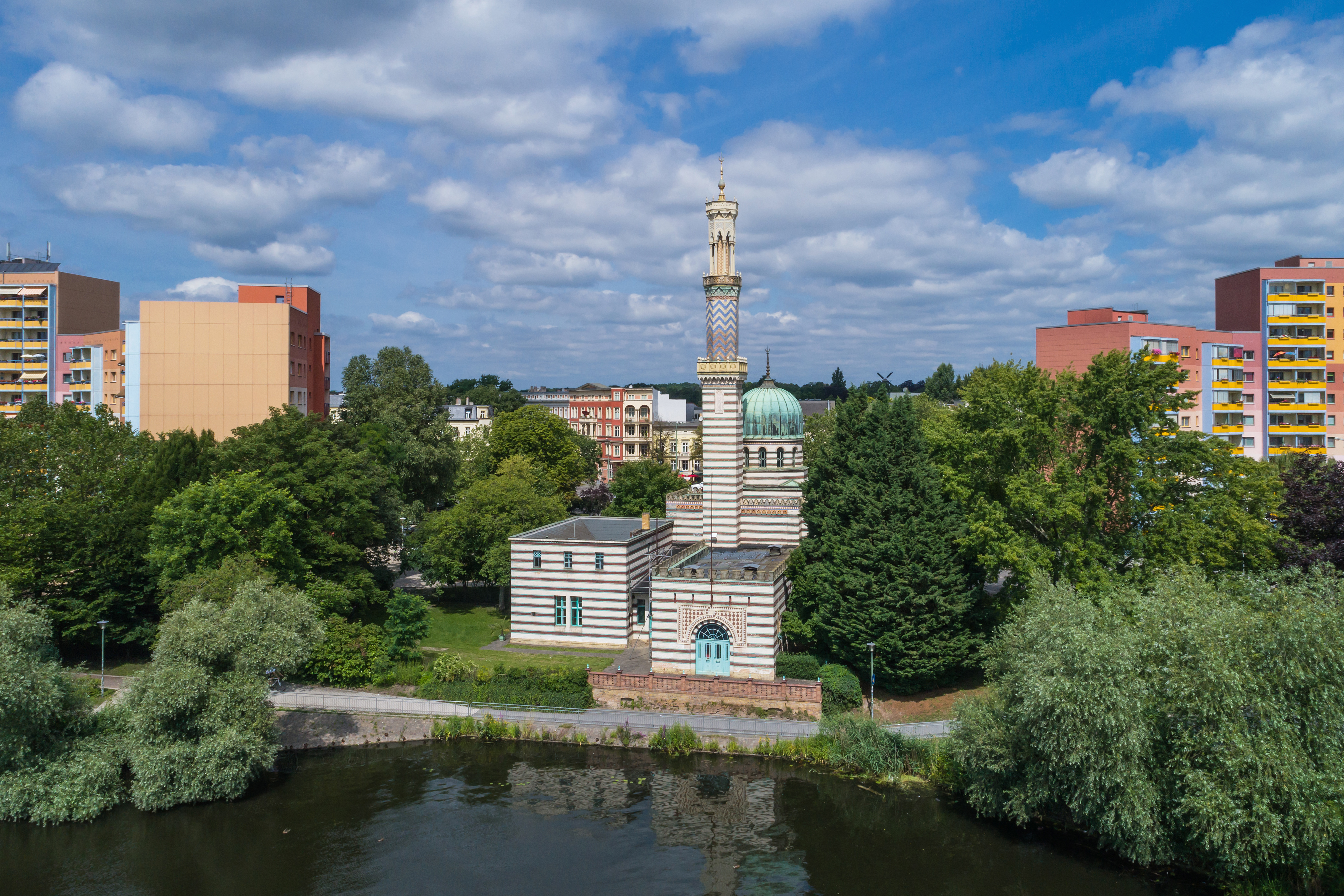
Waterzijde

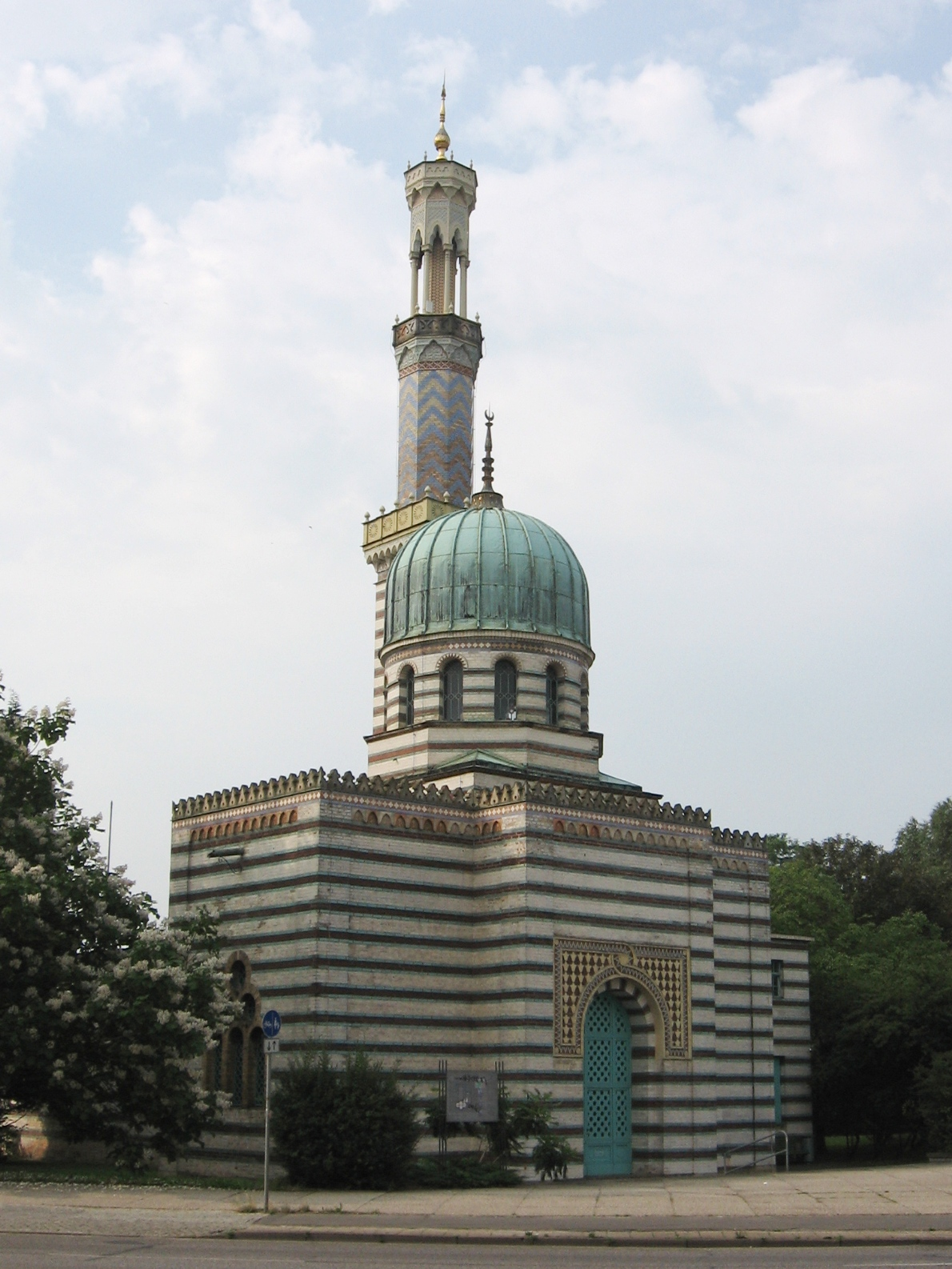
Straatzijde Breite Strasse

Het Pumpenhaus of Dampfmaschinenhaus is een pomphuis in de Duitse stad Potsdam. Het bouwwerk is gelegen aan de Havel.
Het bouwwerk werd aangelegd in de periode 1841 tot 1843 in opdracht van Frederik Willem IV van Pruisen onder leiding van Friedrich Ludwig Persius. Het pomphuis werd op wens van de Pruisische koning uitgevoerd als een Turkse moskee met een minaret als schoorsteen.

## Geschiedenis
Al in de 18e eeuw had Frederik II van Pruisen veel water nodig voor zijn fonteinen, de Neptungrotte en de (niet meer bestaande) Marmorkolonnade in het park Sanssouci. In eerste instantie werd het plan bedacht om met windmolens water uit de Havel te pompen en met holle boomstammen naar het park te leiden. Dit plan werd niet uitgevoerd omdat er onvoldoende kennis was om het tot uitvoering te brengen.
Pas 60 jaar later waren de technische mogelijkheden gereed. Er kon een stoommachine worden ingezet voor deze taak. In 1842 werd een twee-cilinder stoommachine met vermogen van ongeveer 82 PK in het daarvoor gebouwde bouwwerk geplaatst. Het water werd door een drukleiding met een lengte van 1,8 km naar het park en de botanische tuin gepompt. Het was destijds de sterkste pomp van Duitsland. In 1895 werd de machine vervangen door een 160 PK sterke machine. In 1937 werden elektrisch aangedreven centrifugaalpompen geïnstalleerd.
In september 1985 werd het pomphuis als museum en technisch monument ingericht. De oorspronkelijke pomp is bewaard gebleven en wordt tijdens openingsuren in beweging gezet door een elektromotor. In 2007 werd het bouwwerk genomineerd als Historisches Wahrzeichen der Ingenieurbaukunst in Deutschland.